# Parigi-Bruxelles 1954
La Parigi-Bruxelles 1954, quarantesima edizione della corsa, si svolse il 25 aprile 1954 su un percorso di 302 km, con partenza da Parigi e arrivo a Bruxelles. Fu vinta dal belga Marcel Hendrickx davanti al suo connazionale Germain Derycke e allo svizzero Ferdi Kübler.

## Ordine d'arrivo (Top 10)
| Pos. | Corridore           | Squadra | Tempo    |
| ---- | ------------------- | ------- | -------- |
| 1    | Marcel Hendrickx    |         | 8h31'38" |
| 2    | Germain Derycke     |         | a 2"     |
| 3    | Ferdi Kübler        |         | s.t.     |
| 4    | Jozef Schils        |         | s.t.     |
| 5    | Attilio Redolfi     |         | s.t.     |
| 6    | Jan De Valck        |         | s.t.     |
| 7    | Albert Dolhats      |         | s.t.     |
| 8    | Roger Decock        |         | s.t.     |
| 9    | Alfons Vandenbrande |         | s.t.     |
| 10   | Edward Peeters      |         | s.t.     |